# فافيكون
فافيكون (بالألمانية: Pfäffikon) هي إحدى بلديات مقاطعة فافيكون في كانتون زيورخ في سويسرا. وتعد عاصمة للمقاطعة، ويوجد فيها مقر المقاطعة. تبلغ مساحتها 19.55 كيلومتر مربع، ويُقدر عدد سكانها بـ 11864 نسمة (حسب تعداد ديسمبر 2017).

## أعلام
- داريو كالزيتش
- إيدي يوسف
- فلوريان فروليش